# Nippon Steel
Nippon Steel Corporation (日本製鉄株式会社, Nippon Seitetsu Kabushiki-gaisha, TSE : 5401) est un producteur d'acier.

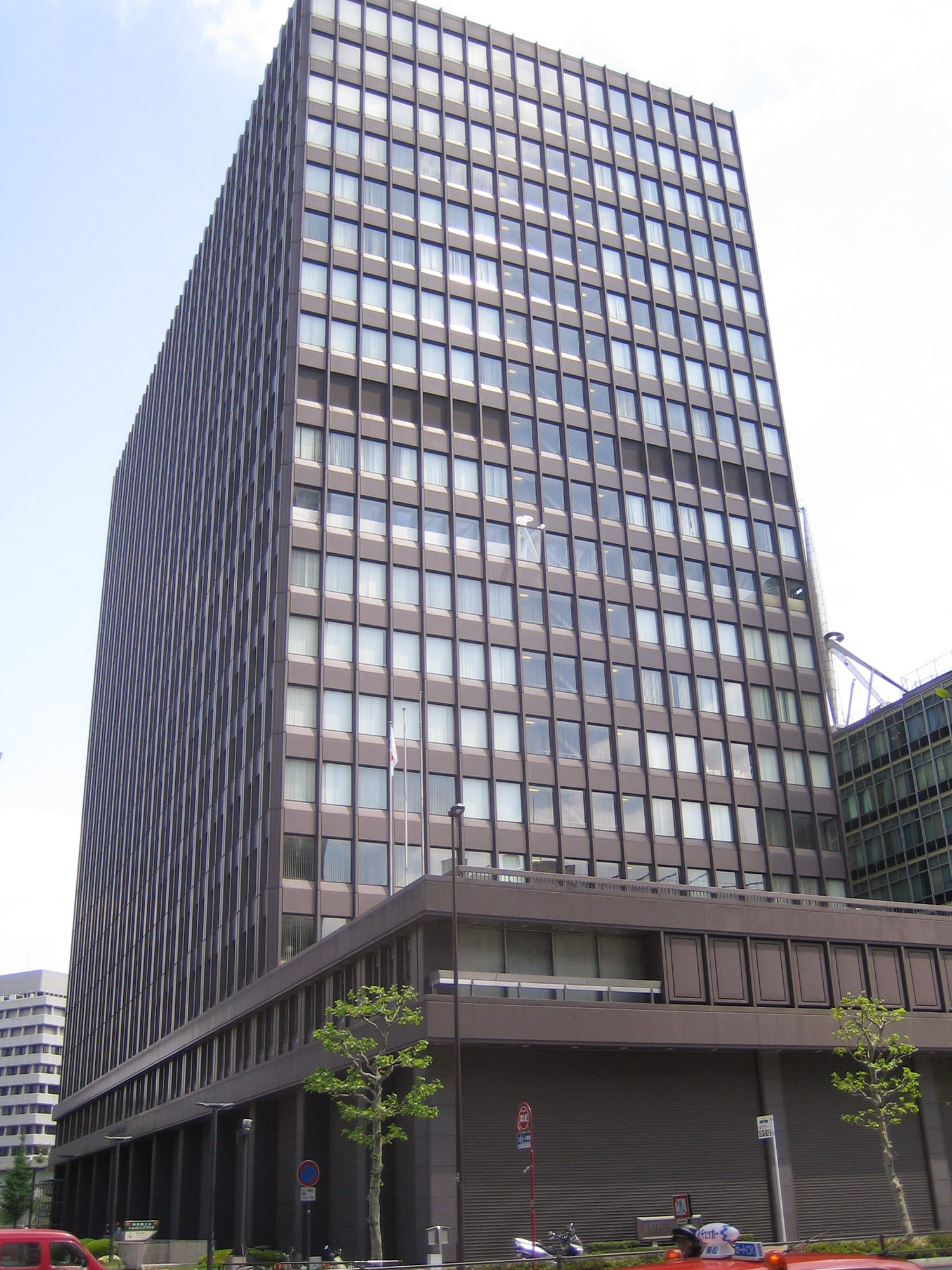
Siège social de Nippon Steel à Chiyoda, Tokyo.

Il peut arriver aussi qu'il participe à d'autres activités que l'acier, comme la production cinématographique, dont Solar Crisis.

## Histoire
Nippon Steel est née en 1981 de la fusion de deux géants de la sidérurgie, Yawata Iron & Steel (ja)  (Yawata Seitetsu) et Fuji Iron & Steel (Fuji Seitetsu).
En 2011, Nippon Steel annonce son intention de fusionner avec Sumitomo Metal Industries, Nippon Steel produisant environ 26,5 millions de tonnes d'acier par an alors que Sumitomo environ 11 millions de tonnes. L'entité fusionnée devrait ainsi produire environ 37 millions de tonnes d'acier par an, faisant de Nippon Steel, le deuxième plus grand producteur d'acier au monde. 
Le 1er octobre 2012, Nippon Steel et Sumitomo Metal Industries ont officiellement fusionné sous le nom de Nippon Steel & Sumitomo Metal. Nippon Steel est alors no1 japonais et sixième mondial, et Sumitomo Metal Industries no3 japonais et 27e mondial. Le nouveau groupe devient deuxième mondial, avec une production cumulée d'acier brut de 46,1 millions de tonnes en 2011, derrière ArcelorMittal (97,2 millions de tonnes), mais devant le chinois Baosteel et le sud-coréen POSCO.
En mars 2018, Nippon Steel annonce l'acquisition de l'entreprise suédoise Ovako. En parallèle, le groupe annonce augmenter sa participation dans Sanyo Special Steel de 15 % à 50 %.
Le 30 octobre 2018, la Cour suprême de Corée du sud ordonne à Nippon Steel & Sumitomo Metal de dédommager des travailleurs forcés coréens de la Seconde Guerre mondiale que l'entreprise avait à l'époque réquisitionnés.
La société est renommée Nippon Steel en 2019.
En janvier 2022, Nippon Steel annonce l'acquisition de 2 fours à arc électrique en Thaïlande, ayant une capacité de production de 3 millions de tonnes d'acier, pour 763 millions de dollars.
Le 18 décembre 2023, Nippon Steel annonce l'acquisition d'US Steel pour un montant de 14,9 milliards de dollars. L'accord intervient après des négociations avec plusieurs acheteurs potentiels, comme Cleveland-Cliffs (en) et Esmark, qui s'étaient publiquement déclarés interessés mais qui n'ont pas pu surenchérir. Début janvier 2025, Joe Biden met son opposition formelle à l'offre d'acquisition pour des raisons de sécurité nationale. En juin 2025, après l'approbation de l'acquisition par Donald Trump et la création d'une golden share à l'État fédéral, l'opération d'acquisition d'US Steel par Nippon Steel est finalisée.